# 식민사관
식민 사관(植民史觀)은 일제강점기 일제의 한국 식민 지배를 정당화하고 한국인에 대한 통치를 용이하게 하기 위하여 일제에 의해 정책적 · 조직적으로 조작된 역사관을 말한다. 대체로, 한민족을 역사적으로 다른 나라에 지배되어 왔고 자립 능력이 없는 정체된 민족으로 부각시켜 일본의 한국 병탄을 정당화하였다. 종종 민족사관과 대비되는 용어로  인식된다.

## 주요 이론
식민사관은 여러 분야로 나눌 수 있으나 크게 일선동조론, 정체성론, 타율성론의 세 방향으로 확립되었다.
1890년대 초, 청·일전쟁을 앞두고 대륙 침략 기운이 높아지면서 일본 도쿄제국대학의 관변학자(官邊學者) 들에 의해 조선사 연구가 시작되어 이른바 만선사관(滿鮮史觀)이 날조되었고, 이는 이후 한국사의 독자적 발전과 주체성을 부정하는 타율성론(他律性論)으로 전개되었다. 만선사관이란 만주가 한반도 역사의 일부가 아니라 오히려 한반도 역사가 만주사의 일부라고 하여 만주사에 대한 종속을 강조하는 것이다.
이후에 신공황후(神功皇后)의 신라정벌설, 임나일본부설 등을 주장하고 이를 계승한 일선동조론(日鮮同祖論)을 만들어, 식민지 침략을 정당화했으며, 민족말살정책의 논리적 근거로 삼았다. 즉, 고대에 일본이 한반도를 지배했으므로 조선이 일본에 흡수되는 것은 당연하다는 논리를 편 것이다. 그리고 이른바 한국사회 정체성론을 주장했는데, 이는 한국사에는 봉건제 사회가 없었으며, 따라서 조선은 자력으로 근대화를 이룰 수 없는 낙후되고 정체된 후진사회이고 이를 근대적 사회로 개발시켜주는 것이 일본의 식민지배라는 주장이다.
여기서 이른바 타율성론이 등장했다. 정체성론과 타율성론은 식민사관이 끝까지 견지한 왜곡된 역사인식의 본질로서, 일제는 이러한 역사인식 아래 합방 직후부터 취조국(取調局)이라는 부서를 두어 자료조사를 시작했고, 1920년대 중반부터는 본격적인 정리작업에 착수, 조선사편수회를 만들어 《조선사》 편찬을 시작했다. 여기에는 연구기관·경성제대 및 일본 각 대학의 일본인 학자들이 참가했으며, 최남선·이능화·현채 등 일부 조선인 학자들도 참여했다. 이같은 식민주의 역사학에 대항하여 민족적이고 과학적인 근대 역사학을 확립하려 한 움직임을 민족사학이라 한다.

### 일선동조론
일선동조론(日鮮同祖論)은 한민족은 일본인에게서 갈라진 민족이기 때문에 일본이 한국을 보호하고 도와야 한다는 주장이다. '일한동조론'(日韓同祖論), '동조동근론'(同祖同根論)이라고도 한다. 이 주장으로 인해 일제의 한일합방을 일본의 한국을 위한 배려와 도움인 것으로 꾸몄다.
일선동조론은 1930년대 일제가 내세운 내선일체 사상의 근거가 되었다. 또 일본 제국에 의한 조선의 식민지 침탈과 동화정책, 황국신민화, 민족말살정책 정당화에 이용되었으며, 일선동조론에 만주·몽골을 '동족'에 끌어들인 '대아시아주의(大亞細亞主義)'는 일제의 만주, 중국 침략을 정당화하는 '대동아공영권'의 근거로 이용되었다.

### 타율성론
타율성론(他律性論)은 한국사 안의 자율적이고 독립적인 부분은 최대한 줄이고, 타율적이고 종속적 역사만을 강조한 것이다. 한민족은 자율적인 역사를 이루어내지 못하고 외세에게 지배와 영향을 받음으로써 발전을 이룩해 왔다는 주장이다. 타율성론은 한반도의 지리적 특수성을 강조함으로써 한국은 중국 대륙에 종속적인 관계라는 것을 주장한다. 일본은 만주를 대륙 침략에 있어 중요한 지역으로 생각했기 때문에 한국을 만주에 부속시켜 한국인의 주체성을 꺾을 필요가 있었다. 이를 위해 일본은 한국의 역사는 독자적이지 못하고 외세의 간섭과 영향에 의해서 진행되었다고 주장하게 된 것이다. 식민사관은, 조선은 어차피 타율적이고 종속적인 역사발전단계를 거쳤으므로 일제가 조선을 식민지배해도 부당하지 않다고 함으로써 타율성론으로 뒷받침한다. 

### 정체성론
정체성론(停滯性論)은 한국은 역사적으로 많은 사회적, 정치적 변동을 겪었음에도 불구하고 사회질서나 경제가 전혀 발전하지 못했으며 근대로의 발전에 필요한 봉건사회가 이룩되지 못하여 근대 초기에 이르기까지 고대사회 수준에 머물러 있었다는 주장이다. 마르크스의 영향을 받은 사회경제사학에서 이른바 '보편적 역사발전단계'는 원시공산제-고대노예제-중세농노제-근대자본제-사회주의로 설명되는데, 식민사학자들은 19세기 말 ~ 20세기 초 한국의 사회, 경제체제의 수준이 일본의 고대사회 말기인 10세기경 후지와라(藤原) 시대, 곧 고대노예제 사회와 비견된다고 주장하며 조선의 봉건제결여론을 펼친다. 식민학자들은 이를 통해 궁극적으로 일본의 조선 식민지배가 고대노예제 수준에 머물러있던 조선의 사회, 경제체제를 곧바로 근대자본제로 빠르게 발전시켰다는 주장을 폈다.

#### 반론 (사회경제사학)
그러나 1960년 이후 대한민국 사회경제사학자들의 연구에 따라 위의 '보편적 역사발전단계'는 서양의 역사에 맞는 틀이고, 한국은 서양과는 다른 형태로 사회가 발달했으며, 이 안에서도 계속되는 사회적 정치적 변동으로 조선 후기에는 자본주의가 형성되기 시작하였다는 주장이 대두되었다. 대표적인 사회경제사학자 중 하나인 백남운은 고려시대의 노비 제도가 외국의 봉건제도와 유사한 형태이며, 조선 후기를 '상품화폐 경제가 태동하며 자본주의가 발달하는 시기'라고 주장함으로써 정체성론을 비판했다.

### 당파성론
이러한 세 가지의 주장들 외에 당파성론(黨派性論)이 추가로 제기되었다. 한민족의 민족성은 분열성이 강하여 항상 내분하여 싸웠다는 주장이다. 한민족의 병적인 혈연, 학연, 지연성과 배타성 및 당벌성이 역사현실로 반영되어, 서로의 이해만을 두고 사당(붕당)들이 정쟁을 일삼은 탓에 정권 쟁탈전에 집착하여 정치적 혼란, 사회적 폐단을 유발하였기에, 이로 인해 조선 왕조가 멸망하게 된다는 주장이다. 당파성론은 1907년 일본 학자 시데하라(幣原坦)가 창시하였는데, 그는 이론의 근거로서 선조에서부터 영조에 이르기까지의 정치사를 객관적으로 저술한 이건창의 《당의통략》 〈원론〉을 들었으며, 이는 성리학 및 양반 중심의 정치를 반성한다는 당의통략의 저술 목적을 망각한 인용이었다. 3.1운동 이후 오다 쇼고, 세노 마구마(瀨野馬熊), 아소 우미(麻生武龜) 등을 필두로 ‘문화 정치’의 일환으로서 당파성론은 더욱 구체화되었고, 심지어 한국인 학자들마저 그 주장을 비판 없이 수용하기에 이르렀다.

#### 반론
조선의 붕당정치가 후기에 갈수록 변질된 것은 사실이나, 일제가 주장한 당파성론은 변질된 붕당정치에 대해서만 지나치게 확대 해석한 것이며, 조선의 붕당은 오히려 왕의 권력남용을 견제하는 기능을 가진다. 이것은 오늘날의 정당과 유사한 기능을 가짐으로써 매우 발전된 정치형태를 보여준다고 할 수 있다. 또 정치집단의 형성은 어느 나라에서나 있었으며, 현재 알려진 사실도 식민사학자에 의해 과장되고 왜곡된 점이 많다. 또한, 변질된 붕당정치를 억제하기 위해 탕평책을 실시한 영조·정조 시대 이후 세도 정치가 등장하고 나서야 오히려 조선 사회는 이전의 붕당 정치 사회보다 더 부패하고 쇠퇴하였다.

### 반도적 성격론
반도적 성격론 또는 반도사관은 한국사 무대의 지정학적 위치가 대륙과 해양을 연결하는 반도에 있어 한국사가 부수성과 주변성을 강하게 띠고 있다는 주장이다. 즉 한국사는 중국 본토에서부터의 세력, 만주에서부터의 세력, 해양의 일본으로부터의 세력 등 세 세력의 영향을 크게 받았다는 것이다. 이 이론을 주장한 도리야마(烏山喜一) 등의 학자는 한반도가 지리적으로 거대한 대륙 국가인 중국에 붙어 있음으로써 숙명적으로 외세의 영향을 받게 되어, 결국 타율적일 수밖에 없다고 하였다.